# Criminal Investigation Department

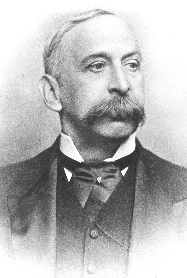
Howard Vincent, fondateur du CID du Metropolitan Police Service.

Le Criminal Investigation Department (CID) est le département dans toutes les forces policières territoriales de la police au Royaume-Uni et des forces policières de plusieurs pays membres du Commonwealth of Nations, auquel sont rattachés les détectives en civil. Il est donc distinct des départements qui regroupent les détectives en uniforme et du Special Branch.

## Histoire
Le 7 avril 1878, Howard Vincent (en) fonde officiellement le CID du Metropolitan Police Service. Au départ, le CID relève du secrétaire d'État à l'Intérieur, mais depuis 1888, il est supervisé par le Commissioner of Police of the Metropolis (« Commissaire de la police de la métropole »).
De 1888 à 1891, le CID du Metropolitan Police Service recherche Jack l'Éventreur, un tueur qui sévit dans le district londonien de Whitechapel.
En 2014 au Royaume-Uni, les CID ont pour mission d'enquêter sur les crimes graves, tels que meurtres, agressions sévères, vols, fraudes et agressions sexuelles,.